# Neotanais antarcticus
Neotanais antarcticus is een naaldkreeftjessoort uit de familie van de Neotanaidae. De wetenschappelijke naam van de soort is voor het eerst geldig gepubliceerd in 1967 door Kussakin.